# Хофбауэр, Клеменс Мария
Клеменс Мария Хофбауэр (нем. Clemens Maria Hofbauer; 26 декабря 1751[…], Тасовице[…] — 15 марта 1820[…], Вена[…]) – святой Римско-Католической Церкви, член католического мужского монашеского ордена редемптористов (CSSR ), отшельник, проповедник, покровитель Вены.

## Биография
Клеменс Хофбауэр родился в городе  Тасовичи (Tasovice, Tasswitz) в многодетной семье. При крещении получил имя Иоанн, которое впоследствии он изменил на Клеменс Мария, когда через двадцать лет после своего рождения принял монашество. В детстве мечтал стать священником, но из-за того, что его семья была бедной, не мог осуществить своё желание. Для того, чтобы подготовиться к поступлению в семинарию, он стал посещать местного священника, чтобы брать у него уроки латинского языка. После смерти отца  в 1759 году он стал учеником пекаря, в 1770 году его приняли на работу пекарем в монастырь премонстратов.
С 1780 по 1784 года изучал богословие в Вене. 24 октября 1784 года принёс монашеские обеты в  монашеской конгрегации редемптористов. 19 марта 1785 года рукоположён в сан священника. 
Из-за сложной политической ситуации в Италии был вынужден покинуть страну и в 1787 году прибыл в Варшаву, где основал первый монастырь редемптористов за пределами Италии. Местный епископ поручил Клеменсу Марии Хофбауэру заниматься пастырской деятельностью среди немецкоязычных верующих, живших в Варшаве. Со временем католический храм святого Беннона стал центром активной миссионерской, благотворительной и просветительской  деятельности Католической Церкви в Польше.  С 1791 года он основывает в Варшаве  многочисленные приюты и образовательные учреждения для сирот. 
Активная пастырская и социальная деятельность редемптористов, находящихся в Варшаве, вызвала негативную реакцию у французских оккупационных властей и летом 1808 года Клеменс Мария Хофбауэр был вынужден вместе с другими монахами покинуть Польшу и вернуться в Австрию. В 1809 году французские войска напали на Вену. Клеменс Мария Хофбауэр, будучи капелланом венской больницы, ухаживал за раненными солдатами. Венский архиепископ, видя его пастырское рвение, назначил Клеменса Марию настоятелем итальянской церкви, в которой он прослужил четыре года. В 1813 году он был назначен настоятелем церкви святой Урсулы и стал исповедником монахинь из ордена урсулинок. 

## Культурная деятельность
Клеменс Мария Хофбауэр повлиял на религиозное возрождение в Австрии, основав в Вене библиотеку, издавая религиозные периодические издания. Он был духовным руководителем венской интеллигенции,  оказал влияние на обращение в христианство представителей австрийского романтизма Захарии Вернера, Адама Генриха Мюллера, художников Йозефа фон Эйхендорфа, Филиппа Фейта.  Благодаря многочисленным знакомствам и связям с австрийской аристократией, Клеменс Мария помешал осуществлению попыток австрийских властей основать национальную немецкоязычную  Церковь,  предотвратив  раскол Католической Церкви в немецких государствах.

## Прославление
Клеменс Мария Хофбауэр был причислен к лику блаженных 29 января 1888 года римским папой Львом XIII, 20 мая 1909 года был причислен к лику святых римским папой Пием X.
День памяти в Католической церкви – 15 марта.